# 아스클레피오스

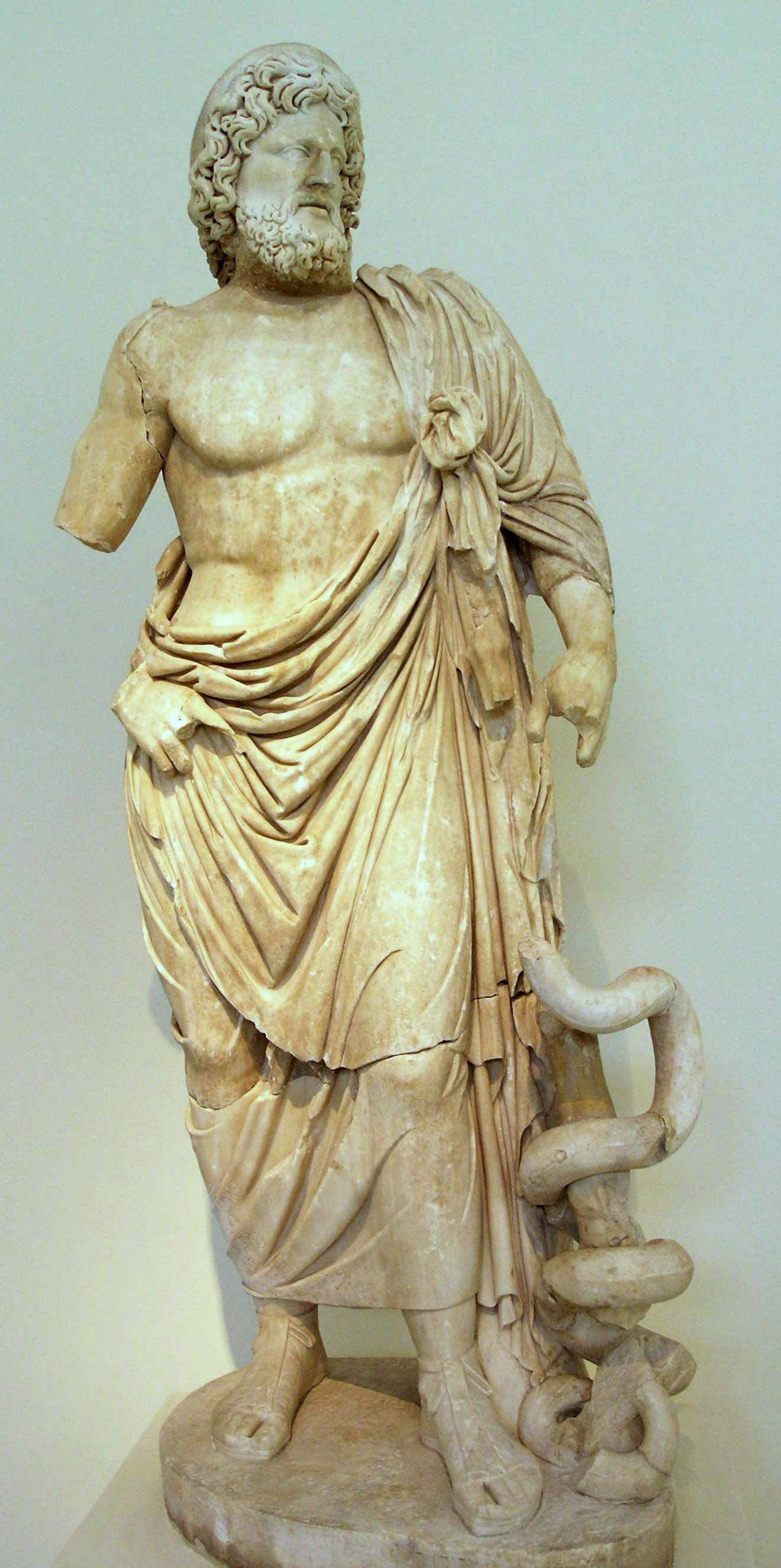
아스클레피오스, 그의 상징인 한 마리의 뱀이 감겨있는 지팡이가 보인다.

아스클레피오스 또는 아이스쿨라피우스(그리스어:  Ἀσκληπιός[*], 라틴어: Aesculapius)는 그리스 신화에서 의학과 치료의 신이다. 로마 신화에서도 같은 신의 모습으로 나온다.

## 신화

### 탄생
아폴론은 코로니스라는 여인을 사랑하게 되었는데, 코로니스가 이스큐스라는 남자와 눈이 맞았다는 까마귀의 말만 믿고 진노하여 코로니스를 죽여 버렸다. 뒤늦게 이를 후회한 아폴론은 까마귀에게 화풀이하여 몸 색을 하얀색에서 검은색으로 바꾸어 버린 다음, 재빨리 코로니스의 몸 속에서 아들을 꺼내는데 그 아이가 바로 아스클레피오스였다. 아폴론은 현자 켄타우로스 케이론에게 이 아이를 맡겨 양육시키게 하였다. 케이론에게 의술을 배운 아스클레피오스는 뛰어난 의사가 되어 죽은 사람까지 살려낼 정도의 실력을 갖추게 되었다.

### 가족관계
아스클레피오스는 에피오네와 결혼하여 두 명의 아들과 5명의 딸을 두었다.
- 아들
  - 마카온
  - 포달레이오스

- 딸
  - 이아소
  - 휘게이아
  - 아케소
  - 아글레이아
  - 파나케이아

이 딸들의 이름은 모두 병의 치료, 약, 의술에 관계된 것으로 그리스 신화에서는 모두 치료의 여신으로 간주된다.

### 죽음
아스클레피오스의 죽음에 대하여는 여러 가지 전승이 있다. 먼저 그가 죽은 사람을 치료하여 살려내면서 황금을 받았기 때문에 제우스의 노여움을 받아 죽었다고도 하며 아스클레피오스가 자꾸 죽은 사람을 살려내어 저승에 죽는 사람이 더 이상 오지 못하게 되자 이를 못마땅하게 여긴 지하세계(저승)의 신 하데스가 제우스에게 찾아가 하소연했다. 하데스의 뜻을 받아들인 제우스가 벼락을 던져 죽여 버렸다고도 한다.

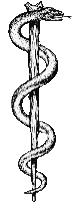
아스클레피오스의 지팡이.

아들인 아스클레피오스가 죽자 화가난 아폴론은 제우스에게 벼락을 만들어 준 퀴클롭스를 죽여버리게 되었는데 이 때문에 아폴론은 테살리아의 왕 아드메토스에게 가서 1년간 속죄의 뜻으로 양치기로 살았다. 제우스는 아스클레피오스를 하늘로 올려 별자리로 만들어 주었는데 그 별자리가 바로 뱀주인자리라고 한다.
어떤 신화에서는 아스클레피오스가 살려 주는 바람에 자신이 죽게 된 발단의 그 사람이 바로 히폴리토스라고도 한다.

## 의학의 상징
아스클레피오스는 의학의 신이 되었으며, 고대인들은 아스클레피오스 신전에서 하루를 보내면 모든 병이 낫는다는 신앙을 가졌다. 그의 상징은 아스클레피오스의 지팡이로 알려진 지팡이로 뱀 한마리가 또아리를 틀면서 지팡이를 기어오르는 모습으로 표현된다.

## 같이 보기
- 아스클레피오스의 지팡이
- 비블리오테케
- 로도스의 아폴로니오스
- 디오도로스 시켈로스
- 가이우스 율리우스 히기누스
- 호메로스
- 마르쿠스 툴리우스 키케로
- 파우사니아스 (지리학자)
- 핀다로스
- 오비디우스
- 이오안네스 트제트제스